# パブロ・ガルガーリョ

ガルガーリョ作、くぼみで休む女性 (1922)

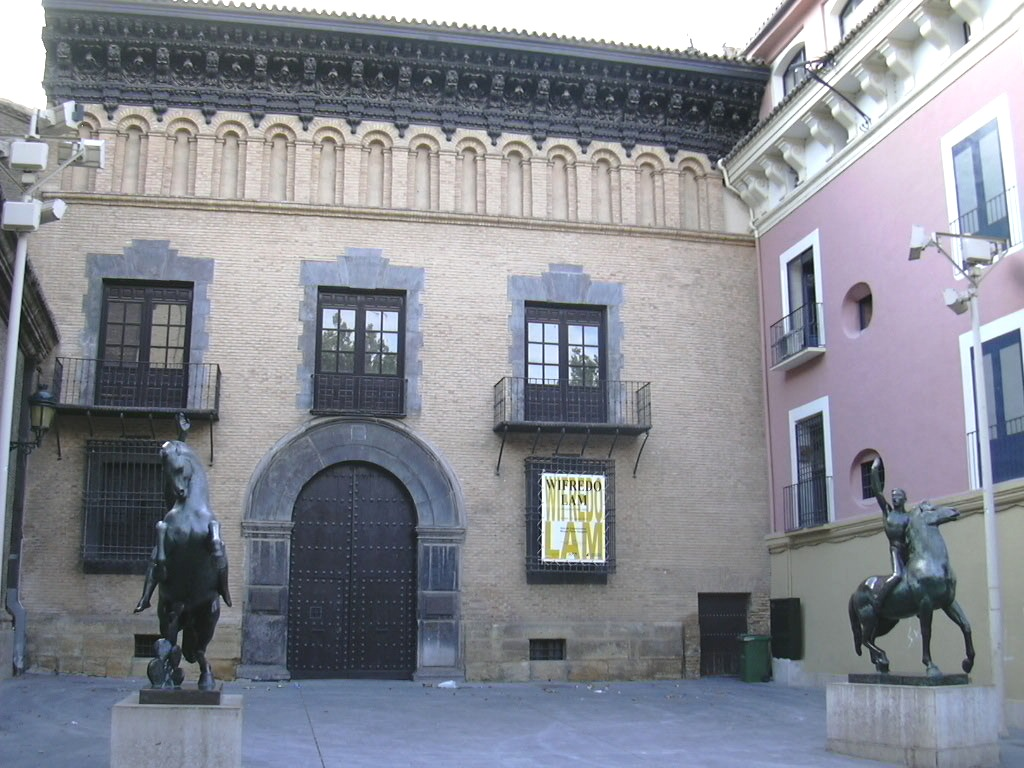
パブロ・ガルガーリョ美術館

パブロ・ガルガーリョ（Pablo Gargallo、1881年1月5日 - 1934年12月28日）は、スペインの彫刻家である。

## 略歴
スペイン、アラゴン州サラゴサ県のマエリャ(Maella)で生まれたが1888年には家族とバルセロナに移った。バルセロナで美術の修行を始め、バルセロナのカフェ「四匹の猫（アルス・クアトラ・ガッツ）」を訪れ、パブロ・ピカソ(1881-1973)やフリオ・ゴンサレス(1876-1942)といった若い芸術家たちと友人になった。1898年に展覧会に参加し、1899年にエウゼビ・アルナウ（Eusebi Arnau: 1864–1933）というバルセロナの彫刻家の弟子になって修業を続けた。
フリオ・ゴンサレスの作品の影響を受けて、金属板やボール紙から立体作品を制作する前衛的なスタイルの作品を制作し、キュビスムや表現主義と言える作品も制作した。また伝統的なスタイルの青銅像や大理石像なども制作した。
生涯の重要な時期を、パリで活動し、1903年からしばらくの間はモンマルトルの集合アトリエ兼住宅の「洗濯船」でマックス・ジャコブ（1876-1944)やフアン・グリス(1887-1927)や友人のピカソらと活動した 。このころピカソの頭部像を制作した。1904年にフアン・グリスの紹介でお針子の女性(Magali Tartanson)と知り合い結婚した。
1906年に、カタルーニャの建築家、リュイス・ドメネク・イ・ムンタネー(1850-1923)がバルセロナのサン・パウ病院とカタルーニャ音楽堂の建設を行った時、装飾彫刻をガルガーリョに依頼し、ガルガーリョは1911年までその仕事に取り組んだ。
1934年末、作品の展覧会を開く予定だったカタルーニャのレウスへ移動中の風邪から重度の肺炎となりレウスで53歳で亡くなった。
1985年にサラゴサにパブロ・ガルガーリョ美術館(Museo Pablo Gargallo)が開設された。

## 作品

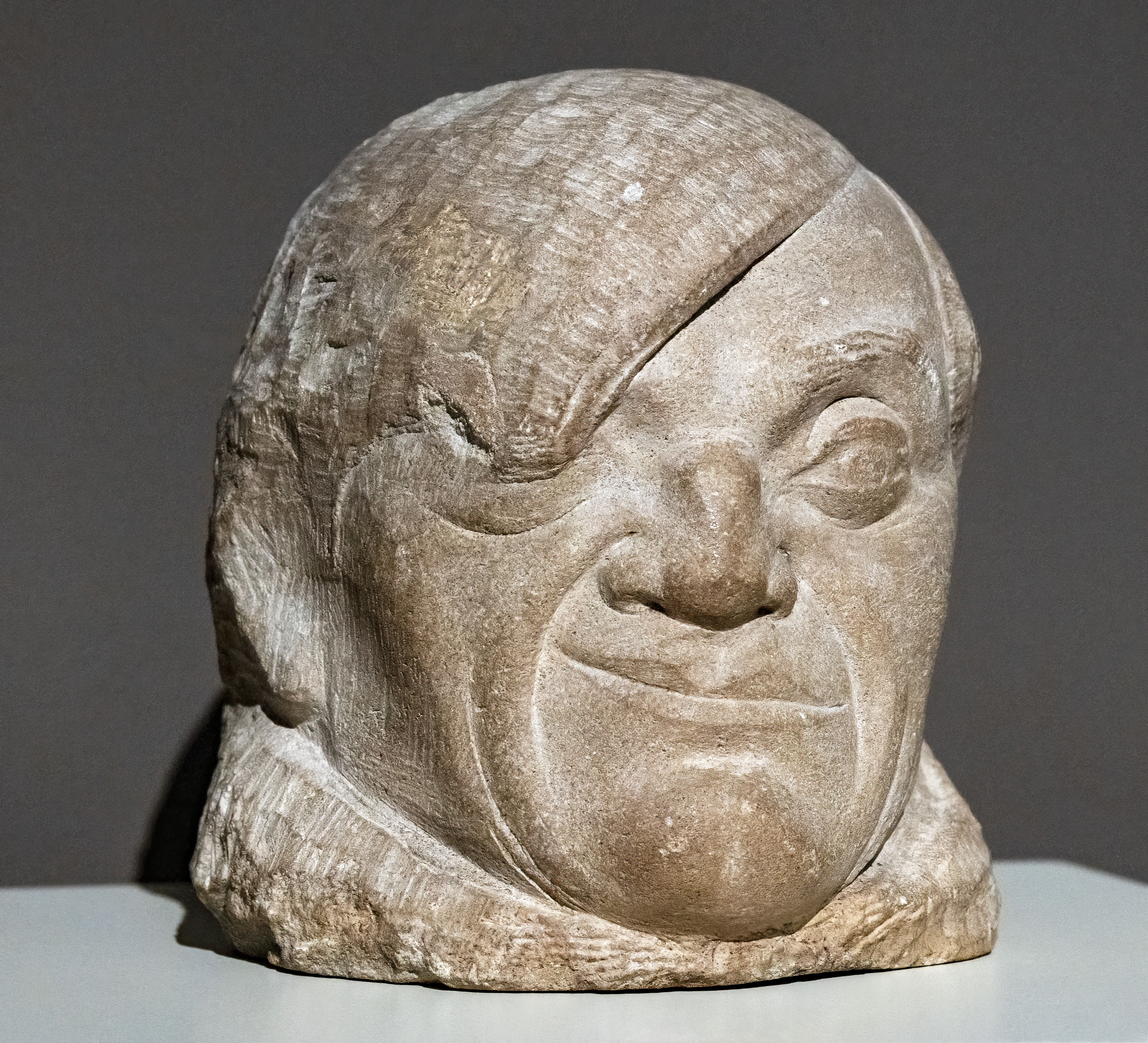
パブロ・ピカソ (1913) カタルーニャ国立美術館
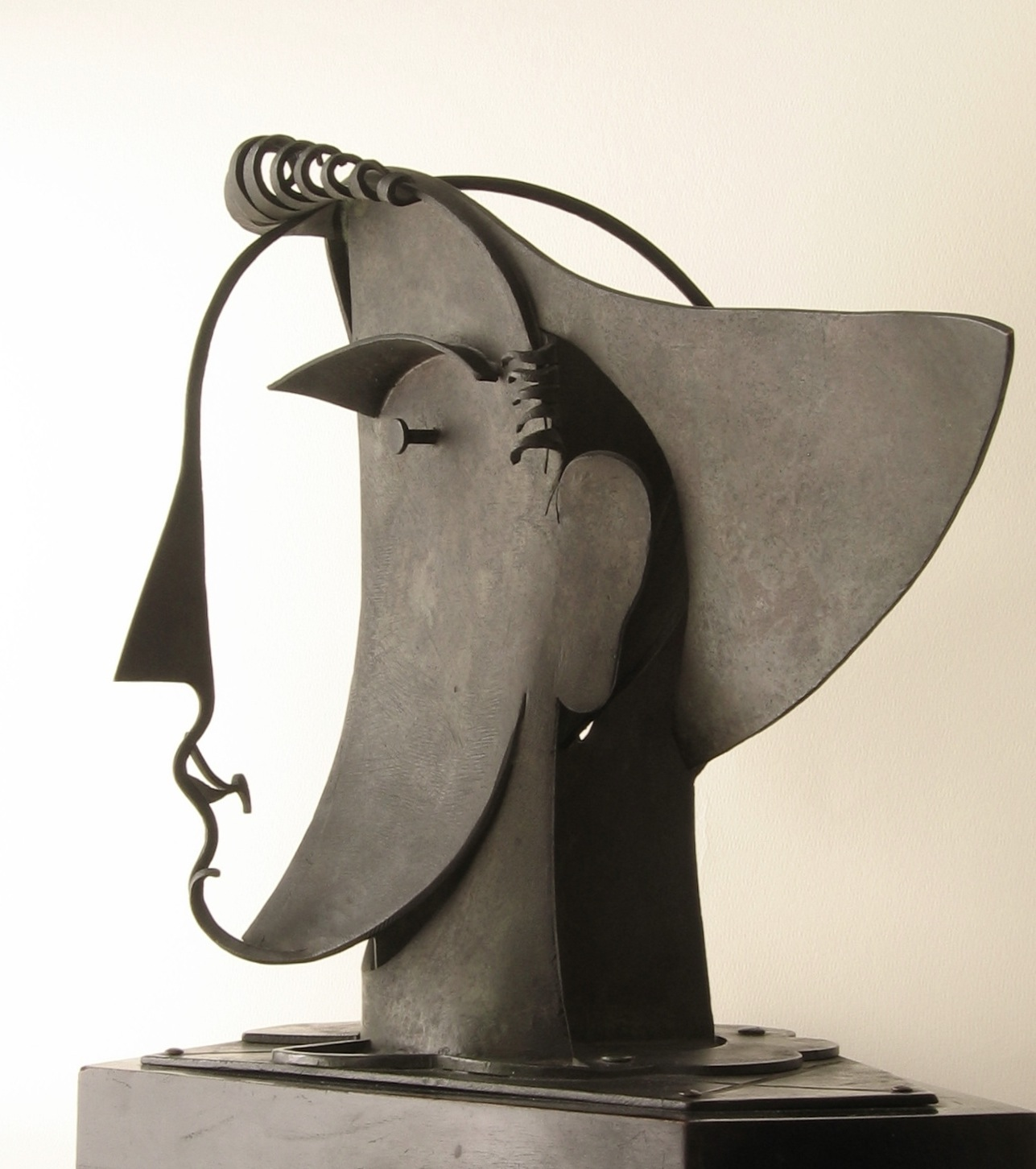
ハーレクインの頭部 (1929)
預言者 (1933)